# 黑颈鸫
，是雀形目鸫科的一种鸟类。

## 特征
黑颈鸫体重约106克，翼长约133.2毫米，嘴峰长约24.2毫米，喙宽度约5.1毫米，喙厚度约6.1毫米，跗蹠长约32.4毫米，尾长约97.8毫米。黑颈鸫是候鸟，其栖息在密集的高大树木组成的森林中，食性为杂食性，主要食物来源是陆生无脊椎动物。

## 分布
俄罗斯东部至西西伯利亚；越冬于印度北部和中国。